# 异齿黄耆
异齿黄耆（学名：Astragalus heterodontus）是豆科黄芪属的植物。分布于俄罗斯以及中国大陆的新疆、西藏等地，生长于海拔3,500米至4,900米的地区，一般生于河滩沙砾地上，目前尚未由人工引种栽培。